# December 17.
December 17. az év 351. (szökőévben 352.) napja a Gergely-naptár szerint. Az évből még 14 nap van hátra.
Névnapok: Lázár, Olimpia + Begónia, Belizár, Lázó.

## Események

### Politikai események
- 283 – Kájusz pápa megválasztása
- 1526 – I. Ferdinánd magyar királlyá választása Pozsonyban.
- 1674 – I. Apafi Mihály kivégezteti az erdélyi németbarát párt fejét, Bánffy Dénes kolozsvári főkapitányt.
- 1687 – A Szent Liga csapatai visszafoglalják Eger városát az Ottomán birodalomtól.
- 1777 – Franciaország elismeri az Amerikai Egyesült Államokat, mint független államalakulatot.
- 1790 – Munkások Mexikóvárosban egy azték naptárt találnak. Az 1479 körül készült szobor kb. 4 méter átmérőjű, és 25 tonnát nyom.
- 1832 – Az 1832–36-os országgyűlésen megjelenik a Kossuth Lajos által szerkesztett Országgyűlési Tudósítások első száma.
- 1860 – Összeül az Esztergomi értekezlet, az ideiglenes választási törvényjavaslat kidolgozása céljából.
- 1939 – La Plata-i csata: a La Plata torkolatánál Uruguaynál Langsdorff kapitány felrobbantja a német zsebcsatahajót, a Admiral Graf Spee-t.
- 1970 – Véres rendcsinálás Lengyelországban. A gdyniai hajógyárnál a katonaság figyelmeztetés nélkül tüzet nyit a reggeli munkakezdésre érkező munkástömegre. Ugyanezen a napon Szczecin több pontján is véres összecsapásokra kerül sor. A több száz polgári személy életét kioltó mészárlások Władysław Gomułka kommunista pártfőtitkár bukásához vezetnek (december 19–23).
- 1989 – Bush amerikai elnök elrendeli az „Igaz ügy” hadművelet megindítását.
- 1992 – az amerikai elnök Bush, a kanadai miniszterelnök Brian Mulroney és a mexikói elnök Carlos Salinas de Gortari aláírják az „Észak Amerikai Szabad Kereskedelmi Megállapodás”-t (North American Free Trade Agreement).
- 2007 – A Magyar Gárda feloszlatását kéri a Fővárosi Főügyészség az illetékes Fővárosi Bíróságtól.
- 2007 – A kirgiz választási bizottság – részleges eredményekre hivatkozva – bejelenti, hogy csak Kurmanbek Bakijev elnök pártja jutott be a parlamentbe.
- 2007 – Brüsszelben 26 magyar természetvédőt (Greenpeace aktivistát) vesznek őrizetbe, mert befalazták az Európai Tanács egyik bejáratát.
- 2007 – A kormányfő Laborc Sándort nevezi ki a Nemzetbiztonsági Hivatal főigazgatójává.
- 2010 – Montenegró az Európai Unió hivatalos tagjelöltje lett.
- 2014 – Leteszi hivatali esküjét a Victor Ponta miniszterelnök által vezette új román kormány.[1]

### Gazdasági és tudományos események
- 1903 – a Wright fivérek első repülése

### Kulturális események

#### Irodalmi, színházi és filmes események
- 1792 – Kolozsváron a Rhédey-palota tánctermében tartja első előadását az Erdélyi Magyar Nemes Színjátszó Társaság, s ezzel kezdetét veszi a kolozsvári hivatásos színészet.
- 1894 – Először jelenik meg az „Új Idők” című képes szépirodalmi hetilap Herczeg Ferenc szerkesztésében.
- 1989 – Bemutatják az Amerikai Egyesült Államokban a Simpsonék karácsonya rajzfilmet, mely a legelső húsz perces Simpson család epizód.

### Sportesemények
- 1995 – Női kézilabda világbajnokság, Ausztria-Magyarország  - Győztes: Dél-Korea

## Születések
- i. e. 73 – Taimhotep egyiptomi hölgy
- 1406 – Aragóniai Márton szicíliai trónörökös és aragón infáns,  (†1407)
- 1749 – Domenico Cimarosa itáliai zeneszerző († 1801)
- 1778 – Sir Humphry Davy angol kémikus, fizikus, számos kémiai elem felfedezője († 1829)
- 1787 – Jan Evangelista Purkyně cseh anatómus és fiziológus († 1868)
- 1797 – Joseph Henry skót-amerikai tudós († 1878)
- 1800 – Czuczor Gergely magyar költő, nyelvész, bencés tanár, az MTA tagja († 1866)
- 1817 – Komlóssy Ferenc magyar festőművész († 1892)
- 1835 – Felice Casorati olasz matematikus († 1890)
- 1842 – Sophus Lie norvég matematikus († 1899)
- 1859 – Balló Ede magyar festőművész († 1936)
- 1866 – Ferenczy József magyar festőművész († 1925)
- 1872 – Valdemar Langlet svéd író, újságíró, nyelvész, 1944-ben a Svéd Vöröskereszt budapesti főmegbízottjaként az embermentő akciók egyik irányítója. († 1960)
- 1887 – Josef Lada cseh grafikus, író, a Švejk világhírű illusztrátora. († 1957)
- 1903 – Erskine Caldwell amerikai író („Tobacco Road”) († 1987)
- 1903 – Schubert Ernő magyar festőművész, grafikus, textiltervező, érdemes művész († 1960)
- 1904 – Ladomerszky Margit magyar színésznő († 1979)
- 1906 – Fernando Lopes-Graça portugál zeneszerző, karmester († 1994)
- 1913 – Jacsó István jogász, sportvezető († 1985)
- 1915 – Ludwig Fischer német autóversenyző († 1991)
- 1918 – Fábián Dezső magyar olimpiai bajnok vízilabdázó, úszó, edző († 1973)
- 1922 – Fazekas Ferenc matematikus († 2008)
- 1922 – Peter Staechelin svájci autóversenyző († 1977)
- 1927 – Lajta Kálmán magyar író († 1989)
- 1930 – Armin Mueller-Stahl német színész, zenész, festő, író
- 1932 – Szántó Judit Jászai Mari-díjas magyar író, dramaturg, kritikus, műfordító († 2016)
- 1934 – Hajdú János magyar politikus, újságíró, diplomata
- 1936 – Ferenc pápa († 2025)
- 1942 – Vadász Ágnes Kazinczy-díjas magyar rádióbemondó, műsorvezető, tanár († 2022)
- 1943 – Márfi Gyula veszprémi érsek
- 1944 – Bene Ferenc olimpiai bajnok magyar labdarúgó († 2006)
- 1946 – Annie Philippe francia énekesnő
- 1949 – Paul Rodgers angol rockénekes
- 1953 – Bill Pullman amerikai színész
- 1954 – Juhász Mária magyar énekesnő, a Neoton Família egykori tagja († 1996)
- 1959 – S. Hegyi Lucia magyar divattervező
- 1961 – Garay Nagy Tamás magyar színész
- 1967 – Gigi D’Agostino olasz zenész, DJ
- 1968 – Paul Tracy kanadai autóversenyző
- 1969 – Roska Botond magyar neurobiológus, egyetemi tanár, a bázeli Institute of Ophthalmology Basel (IOB) igazgatója, Roska Tamás fia
- 1975 – Milla Jovovich ukrán születésű amerikai színésznő
- 1976 – Szinetár Dóra Jászai Mari-díjas magyar színésznő, énekesnő
- 1973 – Paula Radcliffe angol maratonfutó
- 1985 – Jeremy McKinnon, az A Day to Remember zenekar énekese
- 1990 – Folashade Abugan nigériai atléta

## Halálozások
- 1187 – VIII. Gergely pápa  (* 1100 körül)
- 1551 – Martinuzzi Fráter György erdélyi államférfi meggyilkolása Alvincen (* 1482)
- 1674 – Bánffy Dénes erdélyi főúr (* 1630 körül)
- 1830 – Simón Bolívar (Simón José Antonio de la Santísima Trinidad Bolívar y Palacios), venezuelai forradalmár, Bolívia, Venezuela és Kolumbia elnöke (* 1783)
- 1833 – Kaspar Hauser, Bonaparte Napóleon állítólagos unokája (* 1812)
- 1881 – Lewis Henry Morgan amerikai indiánkutató, a tudományos antropológia megalapítója (* 1818)
- 1895 – Irinyi János magyar vegyész, a zajtalan gyufa feltalálója (* 1817)
- 1906 – Acsády Ignác magyar műfordító, történetíró, az MTA levelező tagja (* 1845)
- 1907 – William Thomson (ismert nevén: Lord Kelvin), skót matematikus, fizikus (* 1824)
- 1909 – II. Lipót, Belgium második királya (* 1835)
- 1933 – Oskar Potiorek cs. és kir. tábornagy, Bosznia-Hercegovina katonai kormányzója (* 1853)
- 1933 – Tubten Gyaco, a 13. dalai láma (* 1876)
- 1935 – Kaszap István, jezsuita szerzetesrend novíciusa (* 1916)
- 1944 – Tutsek Anna ifjúsági író (* 1865)
- 1972 – Kormos Lajos Jászai Mari-díjas magyar színész, érdemes művész, színházigazgató  (* 1910)
- 1973 – Charles Greeley Abbot amerikai asztrofizikus, napkutató (* 1872)
- 1987 – Arkagyij Iszaakovics Rajkin orosz színművész, rendező, konferanszié (* 1911)
- 1988 – Róna Emmy magyar festő, grafikusművész, illusztrátor, érdemes művész (* 1904)
- 1993 – Janet Margolin amerikai színésznő (* 1943)
- 2000 – Harold Rhodes amerikai zenész, feltaláló, a Rhodes elektromos zongora fejlesztője (* 1910)
- 2001 – Zsoldos Árpád erdélyi színművész (* 1933)
- 2002 – Szabó Imre magyar színész (* 1908)
- 2005 – Rózsa György könyvtáros, a Magyar Tudományos Akadémia Könyvtára és az ENSZ genfi könyvtára főigazgatója (* 1922)
- 2011 – Kim Dzsongil észak-koreai politikus, a Koreai Népi Demokratikus Köztársaság vezetője (* 1942)
- 2012 – Horváth Sándor Jászai Mari-díjas magyar színész (* 1932)
- 2015 – Kurucz Gyula magyar író, szerkesztő, műfordító, pedagógus (* 1944)
- 2018 – Galt MacDermot kanadai-amerikai zeneszerző, zongorista (Hair) (* 1928)
- 2020 – Jeremy Bulloch angol színész (* 1945)
- 2023 – Otar Ioszeliani grúz-francia filmrendező (* 1934)

## Nemzeti ünnepek, emléknapok, világnapok
→Sablonvita:Ünnepek/12-17:
- Szent Olümpiász bizánci nemesasszony emléknapja a római katolikus egyházban[2]
- Dániel próféta és a három ifjú emléknapja a görög katolikus egyházban[3]
- nemzeti ünnep Bhutánban (Ugyen Wangchuk király 1907-es trónra lépésének napján)[4]
- Szaturnália kezdete az ókori Rómában